# (1615) Bardwell
(1615) Bardwell (aussi nommé 1950 BW) est un astéroïde de la ceinture principale, découvert à l'observatoire Goethe Link près de Brooklyn, dans l'Indiana. 
Il est nommé d'après Conrad M. Bardwell (1926-2010), directeur associé du Centre des planètes mineures.